# 伦加拉街

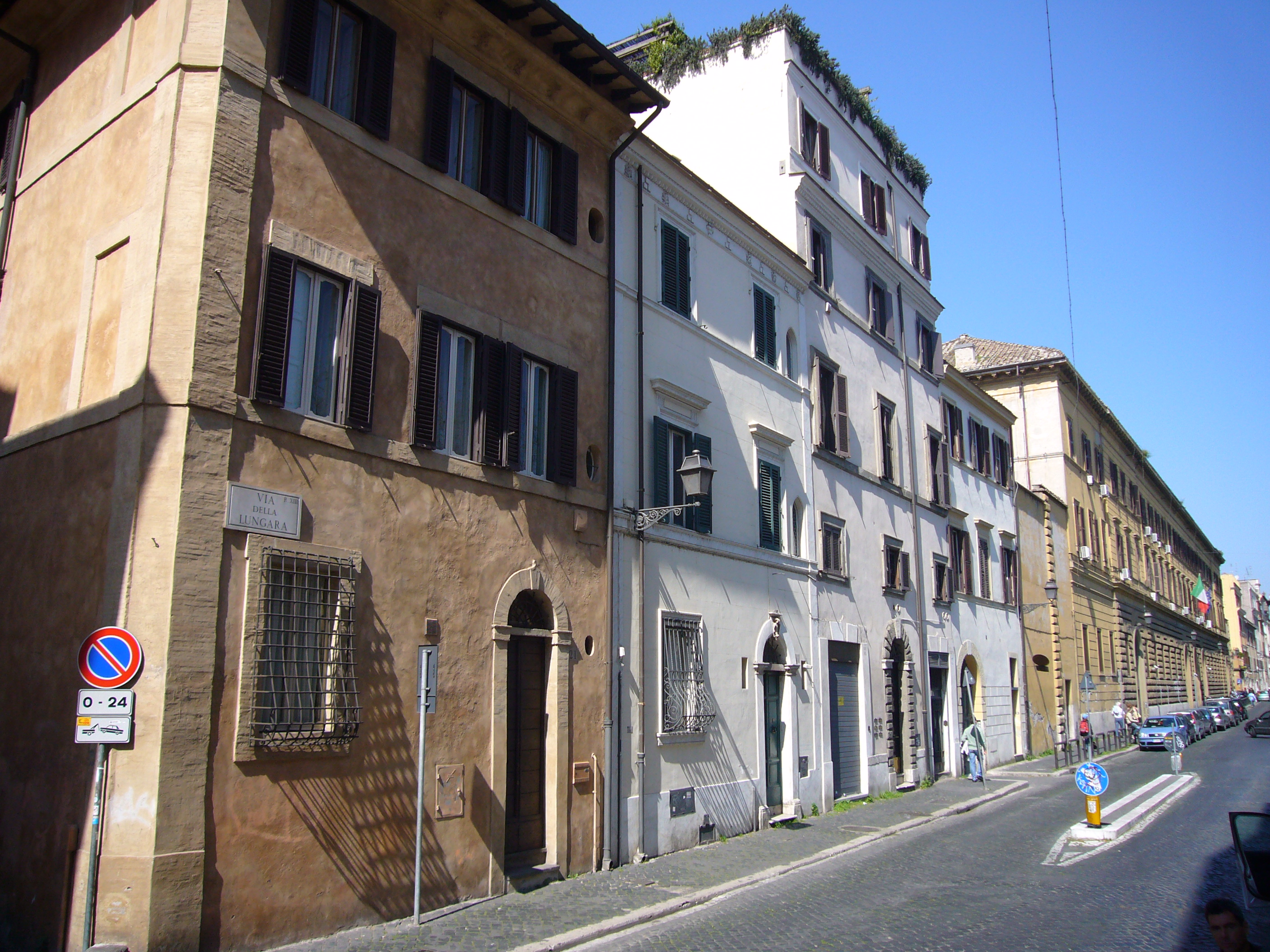
伦加拉街与圣方济各·沙雷氏街转角

伦加拉街（Via della Lungara）是意大利 罗马特拉斯提弗列区的一条街道，连接赛提米亚那门街（Via di Porta Settimiana）与广场（Piazza della Rovere）。
这条街的原名是贾尼科洛街（Sub Janiculensis），而来到罗马朝拜圣伯多禄大殿的朝圣者称之为“圣路”（Via Sancta）。后来改名为儒略街（Via Julia），与台伯河对岸的儒略街同名，虽然儒略二世并未开辟这条街（是由教宗亚历山大六世开辟），只是进行了改造。
最后，名字变成了现在，这是指它的直线长度。
1728年，在这条街开设了圣母怜子精神病院，是圣神医院（Ospedale di Santo Spirito）的分院。医院在1867年扩建，后来在修建台伯河岸期间拆除。

### 宗教建筑
- 伦加拉圣雅各伯堂（San Giacomo alla Lungara）
- 圣理纳圣罗慕铎堂（Santi Leonardo e Romualdo）
- 伦加拉圣十字堂（Santa Croce alla Lungara）
- 伦加拉圣若瑟堂（San Giuseppe alla Lungara）

### 民用建筑
- 科西尼宮
- 法爾內西納別墅
- 萨尔维亚蒂宫
- 天皇后监狱